# Kenny Vadas
Kenny Vadas (Montréal, 25 luglio 1981) è un attore canadese.

## Biografia
Da giovanissimo ha partecipato a vari spot commerciali; ha intrapreso la sua vera e propria attività professionale come attore all'età di dieci anni circa, recitando già all'inizio  degli anni novanta e prendendo parte a svariati film e serie televisive.
Tra i ruoli interpretati dall'attore, notevoli sono la sua partecipazione alle serie Hai paura del buio? (1993) e Piccoli brividi (1996), oltre alla sua presenza in film di rilievo quali il disneyano Santa Clause (1994) e Capitani coraggiosi (1996), film quest'ultimo per il quale ha ottenuto la vittoria di un importante premio.
Attualmente vive a Toronto.

## Riconoscimenti
Vadas ha conseguito una vittoria e una nomination relativamente agli Young Artist Awards, rispettivamente nel 1997 (per il film Capitani coraggiosi) e nel 1999.

## Filmografia parziale
- Eric's World, episodi vari (1991)
- Urban Angel, episodio "Partner" (1992)
- Hai paura del buio? (Are You Afraid of the Dark?), episodio 2x12, The Tale of the Hatching (1993)
- Sirens, episodio "Farewell to Arms" (1994)
- Santa Clause (The Santa Clause) (1994)
- Capitani coraggiosi (Captains Courageous) (1996)
- Piccoli brividi (Goosebumps), episodio "Il fantasma senza testa" ("The Headless Ghost") (1996)
- Sinbad (The Adventures of Sinbad), episodio "Masked Mauraders" (1997)
- Prince Street, episodi vari (1997)
- Galileo: On the Shoulders of Giants (1998)
- More Tears (1998)
- Wind at My Back (1999), episodi: "The Forever Leap"; "My Beautiful Mom"
- Our Hero, episodio "The Psycho Issue" (2001)